# Негран, Алешандре
Алешандре Сарнес Негран (порт. Alexandre Sarnes Negrão, род. 14 октября 1985), прозвище Шандиньо (порт. Xandinho) — бразильский автогонщик. Он провёл три первых сезона серии GP2, вместе с командой Piquet Sports выиграл чемпионат Южноамериканской Формулы-3 в 2004.

## Карьера
Карьера Неграна началась с картинга в 1998, где он продолжил выступать вплоть до вступления в команду Piquet в Южноамериканской Формуле-3 для участия в сезоне 2003 года. Команда создавалась в первую очередь для участия Нельсиньо Пике во младших сериях, чтобы добиться участия в Формуле-1, но несмотря на это Негран остался с командой в 2004. Сезон он завершил в ранге чемпиона, а также провёл две гонки в Британской Формуле-3 за команду Carlin Motorsport.
Негран перешёл в GP2 в дебютном сезоне, по-прежнему выступая за команду Piquet. Он заработал всего лишь четыре очка, но смог добыть 13 в 2006 году, когда Пике безуспешно сражался за титул с Льисом Хэмилтоном. Пике перешёл в Renault в 2007, в качестве тест-пилота, и Негран стал лидером команды GP2. Тем не менее, Негран провёл очень неудачный сезон, набрав меньше очков чем в прошлом году и напарник Рольдан Родригес. Он не остался в серии в 2008 году. До своего ухода из GP2, он был единственным пилотом, который провёл все гонки серии. Также ему принадлежал рекорд по стартам в GP2, который перекрыл Джорджо Пантано.
Негран принял участие в четырёх гонках за команду Бразилии в Сезон 2007-08 А1 Гран-при, и с 2008 полностью сконцентрировался на гонках спорткаров. Он принял участие в FIA GT за команду Vitaphone Racing Team и участвовал в 24 часах Ле-Мана.

## Результаты выступлений

### Результаты выступлений в серии GP2
| Легенда к таблице |                                                                    |
| --- | ------------------------------------------------------------------ |
| В таблице перечислены результаты всех гонок, в которых принимал участие гонщик. Строками таблицы являются сезоны, столбцами — этапы соревнований. В каждой клетке указаны сокращённое название этапа и результат, дополнительно обозначенный цветом. Расшифровка обозначений и цветов представлена в нижеследующей таблице. |                                                                    |
| \| Пример \| Описание \| \| ------------ \| ------------------------------------------------------------------ \| \| 1 \| Победитель \| \| 2 \| Второе место \| \| 3 \| Третье место \| \| 5 \| Финишировал, заработав очки \| \| Сход \| Не финишировал, но при этом заработал очки \| \| 12 \| Финишировал, не получив очков \| \| НКЛ \| Финишировал, но не попал в финальную классификацию \| \| 15 \| Участвовал вне зачёта, либо по отдельной классификации \| \| 18 \| Не финишировал, но попал в финальную классификацию \| \| Сход \| Не финишировал \| \| НКВ \| Не прошёл квалификацию \| \| НПКВ \| Не прошёл предквалификацию \| \| ДСК \| Дисквалифицирован \| \| ИСК \| Исключён из протокола соревнований \| \| ТТ \| Заявлен для участия только в тренировках \| \| НС \| Участвовал в квалификации, но не стартовал в гонке \| \| Т \| Травмирован или болен \| \| ОТК \| Отказ от участия \| \| НТР \| Прибыл на соревнования, но на трассу не выезжал \| \| НПР \| Был заявлен в числе участников, но не прибыл к началу соревнований \| \| О \| Соревнования отменены \| \| \| Не участвовал \| \| Поул-позиция \| \| \| Быстрый круг \| \| |                                                                    |
| Пример | Описание                                                           |
| 1 | Победитель                                                         |
| 2 | Второе место                                                       |
| 3 | Третье место                                                       |
| 5 | Финишировал, заработав очки                                        |
| Сход | Не финишировал, но при этом заработал очки                         |
| 12 | Финишировал, не получив очков                                      |
| НКЛ | Финишировал, но не попал в финальную классификацию                 |
| 15 | Участвовал вне зачёта, либо по отдельной классификации             |
| 18 | Не финишировал, но попал в финальную классификацию                 |
| Сход | Не финишировал                                                     |
| НКВ | Не прошёл квалификацию                                             |
| НПКВ | Не прошёл предквалификацию                                         |
| ДСК | Дисквалифицирован                                                  |
| ИСК | Исключён из протокола соревнований                                 |
| ТТ | Заявлен для участия только в тренировках                           |
| НС | Участвовал в квалификации, но не стартовал в гонке                 |
| Т | Травмирован или болен                                              |
| ОТК | Отказ от участия                                                   |
| НТР | Прибыл на соревнования, но на трассу не выезжал                    |
| НПР | Был заявлен в числе участников, но не прибыл к началу соревнований |
| О | Соревнования отменены                                              |
| | Не участвовал                                                      |
| Поул-позиция |                                                                    |
| Быстрый круг |                                                                    |

| Год  | Команда               | 1          | 2        | 3          | 4        | 5        | 6          | 7          | 8          | 9          | 10         | 11       | 12         | 13         | 14       | 15       | 16       | 17         | 18         | 19         | 20         | 21         | 22       | 23      | ЛЗ | Очки |
| ---- | --------------------- | ---------- | -------- | ---------- | -------- | -------- | ---------- | ---------- | ---------- | ---------- | ---------- | -------- | ---------- | ---------- | -------- | -------- | -------- | ---------- | ---------- | ---------- | ---------- | ---------- | -------- | ------- | -- | ---- |
| 2005 | HiTech/Piquet Racing  | САН 1 Сход | САН 2 13 | ИСП 1 8    | ИСП 2 15 | МОН 1 12 | ЕВР 1 Сход | ЕВР 2 Сход | ФРА 1 Сход | ФРА 2 13   | ВЕЛ 1 19   | ВЕЛ 2 16 | ГЕР 1 Сход | ГЕР 2 18   | ВЕН 1 8  | ВЕН 2 15 | ТУЦ 1 12 | ТУЦ 2 19   | ИТА 1 Сход | ИТА 2 13   | БЕЛ 1 7    | БЕЛ 2 7    | БАХ 1 12 | БАХ 2 9 | 19 | 4    |
| 2006 | Piquet Sports         | ВАЛ 1 13   | ВАЛ 2 7  | САН 1 Сход | САН 2 11 | ЕВР 1 7  | ЕВР 2 7    | ИСП 1 7    | ИСП 2 18   | МОН 1 Сход | ВЕЛ 1 Сход | ВЕЛ 2 12 | ФРА 1 5    | ФРА 2 Сход | ГЕР 1 16 | ГЕР 2 9  | ВЕН 1 5  | ВЕН 2 Сход | ТУЦ 1 8    | ТУЦ 2 Сход | ИТА 1 Сход | ИТА 2 Сход |          |         | 13 | 13   |
| 2007 | Minardi Piquet Sports | БАХ 1 Сход | БАХ 2 15 | ИСП 1 Сход | ИСП 2 НС | МОН 1 15 | ФРА 1 Сход | ФРА 2 Сход | ВЕЛ 1 Сход | ВЕЛ 2 18   | ЕВР 1 12   | ЕВР 2 10 | ВЕН 1 Сход | ВЕН 2 13   | ТУЦ 1 7  | ТУЦ 2    | ИТА 1 14 | ИТА 2 Сход | БЕЛ 1 19   | БЕЛ 2 16   | ВАЛ 1 15   | ВАЛ 2 18   |          |         | 20 | 8    |